# Svarttjärnen (Brattfors socken, Värmland, 662029-139428)
Svarttjärnen är en sjö i Filipstads kommun i Värmland och ingår i Göta älvs huvudavrinningsområde. Svarttjärnen ligger i Brattforsheden Natura 2000-område.